# Weston-on-the-Green
Weston-on-the-Green is een civil parish in het bestuurlijke gebied Cherwell, in het Engelse graafschap Oxfordshire met 523 inwoners.

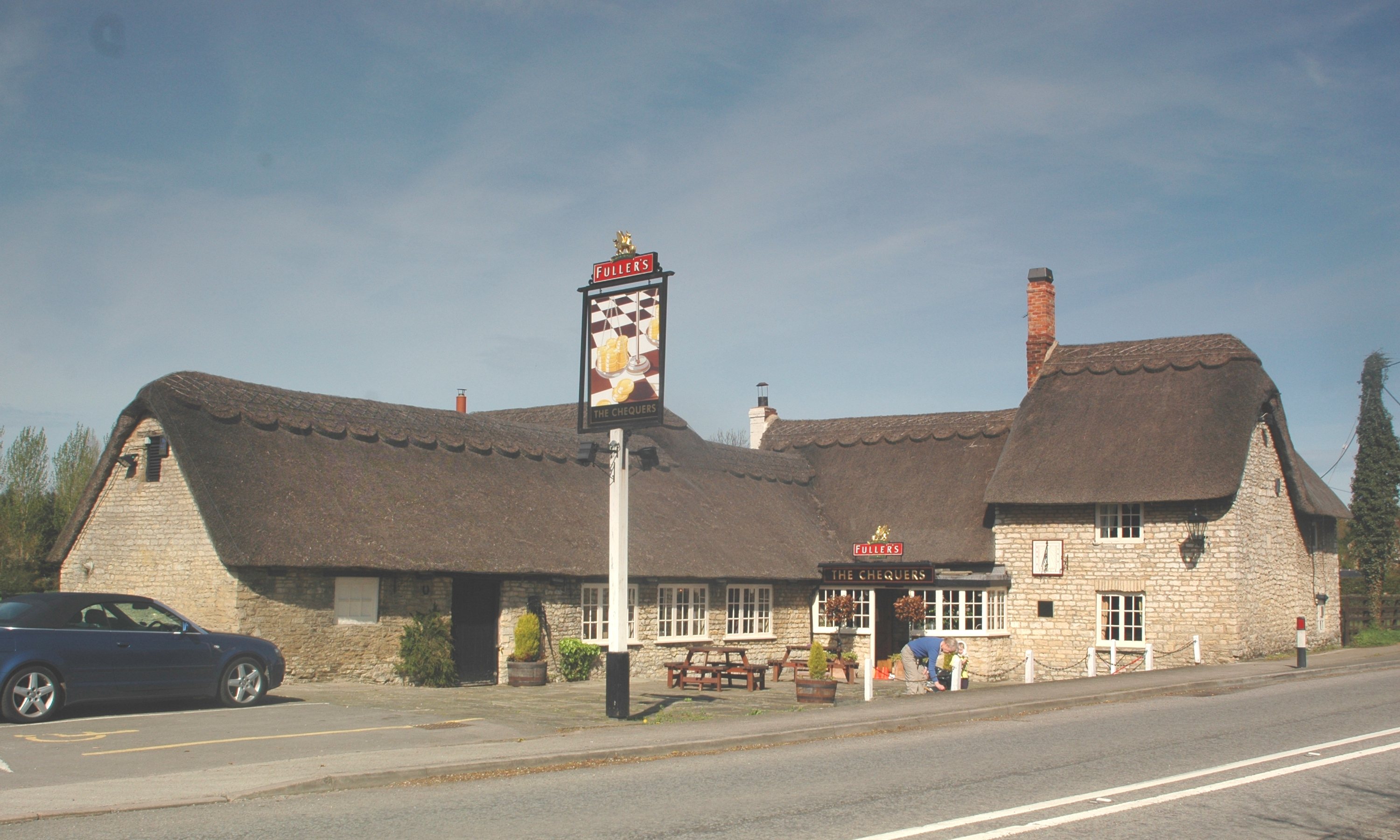
Weston Chequers